# Puy (geologija)
Puy (francosko: [pɥi]) je geološki izraz, ki se lokalno uporablja v Auvergneju v Franciji za tip vulkanskega hriba. Beseda izhaja iz provansalske besede puech, 'osamljen hrib', ta pa izvira iz latinskega podium. Istega korena so tudi katalonski puig, italijanski poggio in portugalsko-galicijski poio.
Puyji v osrednji Franciji so večinoma majhni stožci vulkanskega pepela, nekateri še s pripadajočo lavo. Nekateri imajo hribine iz trahitnih kamnin, kot je domit (npr. Puy-de-Dôme). Lahko se pojavijo kot osamelci, pogosteje pa se pojavljajo v linijskih strukturah. Puyji osrednje Francije so ugasli v pozni prazgodovini.
Drugi vulkanski hribi, bolj ali manj podobni tistim v Auvergnu, so tudi v Eifelu in kot majhni stožci v Neapeljskem zalivu, medtem ko so v Švabskih Alpah v Württembergu številni ostanki puyov, ki so močno erodirani. Sir A. Geikie je dokazal, da so bili puyji pogosti na britanskem območju v karbonskih in permskih časih, ti pa so danes na območju Škotske denudirani in zapolnjeni s tufom in aglomerati.